# Werther's Original
Pour les articles homonymes, voir Werther.
Werther's Original est la marque commerciale d'une série de confiseries de l'industrie agroalimentaire allemande. Elle est mondialement connue pour ses caramels.

## Histoire
Le bonbon de la gamme de confiseries commercialisées aujourd'hui sous cette marque a été créé en 1903 par Gustav Nebel à Werther, petite ville de l'actuelle Rhénanie-Westphalie, en Allemagne.
Aujourd'hui, c'est le groupe August Storck, domicilié à Berlin, qui fabrique et exporte cette fabrication dans le monde entier. L'usine n'est plus localisée à Werther mais dans la ville voisine de Halle.

## Description
Le fabricant le présente comme un caramel au beurre et à la crème.
Sur l'emballage des Werther's tendres, le secret du produit serait "du bon beurre, de la crème fraiche, du sucre cristal et candi, une pincée de sel et beaucoup de patience".

## Composition
La composition de la version dure est la suivante : 
- saccharose,
- sirop de glucose,
- lait écrémé concentré,
- lactosérum concentré sucré,
- crème (4,9%),
- huile de palme,
- sirop de glucose-fructose,
- beurre (3,1%),
- humectant : sorbitols,
- lait en poudre (1,5%),
- pâte de cacao,
- graisse butyrique de lait,
- beurre de cacao,
- sirop de sucre de canne,
- sel,
- petit-lait,
- babeurre en poudre,
- lactose,
- émulsifiant : lécithines de soja,
- arômes.

## Variantes
Il existe plusieurs variantes sous forme de sachets, tubes ou petites boites en carton :
- Caramels durs classiques
- Caramels tendres classiques
- Coeur tendre au caramel (caramel fourré au caramel tendre)
- Tendresse au caramel (caramel mou et crémeux)
- Tendre & chocolat (caramel mou nappé de chocolat)

On peut ajouter à cette liste les versions sans sucres :
- Caramels Werther's Original sans sucres
- Caramels Werther's Original chocolat sans sucres

Et enfin les versions popcorn : 
- Werther's Original Caramel popcorn classic
- Werther's Original Caramel popcorn bretzel

## Culture populaire
Dans le deuxième épisode de la série d'animation Monster, dont l'intrigue se situe principalement en Allemagne, le directeur de l'hôpital offre des Werther's Original à ses deux collègues.
Dans le onzième épisode de la saison 6 de The Resident; une patiente traitée aux urgences à la suite d'un vol de sac à main qui lui est restitué ensuite, auquel il manque son portefeuille mais contenant des Werther's, les offre en guise de remerciement. (41ème minute)